# The Night Listener (film)
Pour plus de détails, voir Fiche technique et Distribution.
Cet article concerne le film de  Patrick Setter sorti en 2006. Pour le roman d' Armistead Maupin dont il est adapté, voir Une voix dans la nuit. Pour le film de Frank Lloyd sorti en 1921, voir Une voix dans la nuit (film).
The Night Listener ou Une voix dans la nuit au Québec est un film américain réalisé par Patrick Stettner, sorti en 2006 et adapté du livre Une voix dans la nuit de Armistead Maupin.

## Synopsis
Gabriel Noone, écrivain gay et chroniqueur nocturne sur une radio, reçoit un jour le manuscrit d'un livre écrit par un jeune garçon de 13 ans. De fil en aiguille, une relation virtuelle téléphonique se crée entre cet adolescent abusé durant son enfance et un écrivain à la dérive. Abandonné par son mari Jess depuis quelques semaines, Gabriel a lui, perdu toute inspiration pour l'écriture.

## Fiche technique
- Titre original : The Night Listener
- Réalisation : Patrick Stettner
- Scénario : Terry Anderson, Patrick Stettner et Armistead Maupin (auteur du roman Une voix dans la nuit dont est inspiré le film)
- Musique : Peter Nashel
- Producteurs : Jill Footlick et John Hart
- Budget : 4 000 000 $[2]
- Sociétés de production : Miramax Films, IFC Productions, Hart Sharp Entertainment
- Pays de production :  États-Unis
- Langue d'origine : anglais
- Format : couleur - 35 mm - 1,85:1 - son Dolby Digital
- Genre : Thriller
- Durée : 91 minutes
- Dates de sortie : 
  - États-Unis : 21 janvier 2006 (Festival du film de Sundance)
  - Allemagne : 12 février 2006 (Berlinale)
  - États-Unis, Canada : 4 août 2006

## Distribution
Légende : Version Québécoise = VQ
- Robin Williams (VQ : Luis de Cespedes) : Gabriel Noone
- Toni Collette (VQ : Violette Chauveau) : Donna D. Logand
- Joe Morton (VQ : Daniel Picard) : Ashe
- Bobby Cannavale (VQ : Jean-François Beaupré) : Jess
- Rory Culkin (VQ : Xavier Dolan) : Pete D. Logand
- Sandra Oh (VQ : Valérie Gagné) : Anna
- John Cullum : le père de Gabriel